# Neolamprologus cylindricus
Espèce
Neolamprologus cylindricus est une espèce de cichlidé endémique du lac Tanganyika.
On la trouve aussi en aquariums.

## Référence
Staeck & Seegers : Neolamprologus cylindricus spec. nov. Beschreibung eines neuen Tanganjikacichliden aus dem sudlichen Tansania und dem ostlichen Sambia. Aquarien und Terrarien-Zeitschrift, 39-10 p. 448-451.